# 比尔·哈斯拉姆
威廉·艾德華·“比爾”·哈斯藍（英語：William Edward "Bill" Haslam，/ˈhæzləm/；1958年8月23日—）是美国田纳西州诺克斯维尔市的市长。哈斯拉姆是共和党人。他在2003年的市长选举中击败Madeline Rogero，从而取代任满4届而退休的市长维克多·艾什。2007年，他在无竞争对手的情况下获得连任。目前是2010年田纳西州的州长选举的热门人选之一。
哈斯拉姆的父亲是美国知名连锁石油公司Pilot的创立者。在成为市长之前，哈斯拉姆在Pilot公司任副总裁。